# Jasmin’s Witch
Jasmin’s Witch ist der englische Titel einer sozialhistorischen Studie mit mikrohistorischer Methodik über Fälle von Hexerei in der Gascogne zur Zeit des Ancien Régime von Emmanuel Le Roy Ladurie. Die französische Originalausgabe erschien 1983 unter dem Titel La sorcière de Jasmin.

## Inhalt und Synopsis
Das Buch ist unterteilt in drei Kapitel und ein Nachwort.

### 1. KapitelThree Gascon Witches: Françouneto, Gérarde Mimalé, Marie de Sansarric
Im ersten Kapitel bietet Ladurie dem Leser eine kurze Einführung zum Phänomen der Hexenkunst und ihrer Stellung in der Gesellschaft inner- und außerhalb Europas.
Dazu erstellt Ladurie zwei Modelle: Das erste Model beschreibt ein archaisches, urtypisches Bild von Hexerei, verbunden mit bäuerlichen Schamanismus oder uralten Fruchtbarkeitskulten, dessen Ursprung in einer vorchristlichen Zeit liegt. Das zweite Modell ist moderner und enthält eine soziale bzw. politische Dimension. Dieses moderne Modell relativiert die Praxis der Beschuldigung der Hexerei zu einem Schema für einen Konflikt zwischen bestimmten Parteien, welche mit strategischen Anschuldigungen um die lokale Autorität ringen. Zusätzlich fügt sich in dieses zweite Model, ein vor allem von der katholischen Kirche stark mitgeprägtes Bild der mit dem Teufel paktierenden Hexe ein. Als modern bezeichnet Ladurie dieses Model, weil eine Entheidnisierung (de-paganised) und Entmystifizierung der Hexenkunst stattgefunden hat, und von nun an durch die Kirche und ihre Anhänger definiert, kriminalisiert und verfolgt wird.
Weiter lernt der Leser die Heldin des oral tradierten Mythos Françouneto kennen, deren zum Gedicht verarbeitete Geschichte als Grundlage dieser Fallstudie dient.
Die Junge Françouneto, die mit ihrer Großmutter im kleinen Dorf Estanquet lebt, wird von den Dorfbewohnern der Hexerei beschuldigt. Neid auf die Fruchtbarkeit ihrer Äcker und Gärten und eine Reihe von unglücklichen Zufällen, führen dazu, dass Françouneto dem gesellschaftlichen Druck nachgibt und sich als Hexe ächten lässt. Trotz der Stigmatisierung überlebt die Heldin in der Geschichte.
Vergleichend dazu beschreibt Ladurie den Fall der Familie Mimalé aus einem Jahrhundert später. Auch sie werden von den Dorfbewohnern der Hexerei beschuldigt und auch in diesem Fall, sind die Gründe dafür fruchtbare Felder, Missgunst und nachteilige Zufälle. Die Familie Mimalé jedoch wehrt sich erfolgreich, vor dem durch die Aufklärung geläuterten Gericht, gegen die Anschuldigungen.
Einen weiteren Vergleich liefert Ladurie am Beispiel von Marie de Sansarric, eine Frau, deren Hexenkunst darin bestanden haben soll, sich in eine Ziege verwandeln zu können.
Als ihr Ehemann eines Abends von einer Ziege angegriffen wurde, stach er diese nieder. An der Stelle der gemeuchelten Ziege lag am nächsten Morgen aber seine Frau und da die Dorfbewohner sie als Hexe sahen kam der mordende Ehemann mit dem milden Urteil der Verbannung davon.

### 2. KapitelFrançouneto
Im zweiten Kapitel wird dem Leser eine französische Übersetzung des 1842 auf Okzitanisch veröffentlichten Gedichts von Jacques „Jasmin“ Boé präsentiert. Diese gliedert sich in vier Abschnitte und wurde von Ladurie im Prosastil verfasst. In der englischen Fassung handelt es sich dabei um eine Übersetzung von Brian Pearce.

### 3. KapitelRestored To Her Century
Im dritten Kapitel widmet sich Ladurie der Problematik der zeitlichen Einordnung der Françouneto-Erzählung. Die Geschichte handle nicht, wie Jasmin es behauptet in den 1560ern, sondern ein Jahrhundert später und zwar in der Zeit zwischen 1660 und 1700. Ladurie erstellt eine Reihe von Kriterien bezüglich der zeitlichen Wahrscheinlichkeiten sowie Kriterien für die Faktizität für die in der Geschichte erwähnten Begebenheiten. Dadurch gestaltet er eine «chronologische Klammer» (chronological bracket), welche ihm dabei hilft, einen für den Ursprung wahrscheinlichen Zeitraum einzugrenzen.

### Postscript
Die englische Übersetzung Jasmin’s Witch enthält zudem ein Nachwort. Dieses schrieb Ladurie als Antwort auf eine Rezension von Pierre Enckell zur französischen Erstausgabe. Laduries Ausführungen zufolge, vermochte er es, durch Familiengenealogien und einem Heiratszertifikat, nicht nur die Überlieferungskette und das nähere Umfeld Françounetos zu bestimmen, sondern sogar eine gewisse Marie Sordès als am höchsten wahrscheinlichen Prototypen für die Figur Françounetos zu finden.

## Forschungsinteresse und Vorgehensweise
Ladurie verkündet zu Anfang seiner Fallstudie sein Erkenntnisinteresse anhand dreier Ziele. Die drei Kapitel des Buches verfolgen demnach auch jeweils eine Aufgabe:
1. Eine Untersuchung der gesellschaftlichen Stellung der Hexe in der Gascogne, basierend auf dem Gedicht Françouneto von Jacques Jasmin.
2. Die Veröffentlichung einer Prosa-Übersetzung des Gedichts Françouneto.
3. Die Datierung der Ursprünge von Françouneto mit Hilfe von archivarischen Beweisen.

Der Historiker Ladurie, welcher der Annales-Schule zugerechnet wird, interessiert sich in dieser teils anthropologischen, teils sozialhistorischen Fallstudie für das gesellschaftliche Bild von Hexerei zu einer bestimmten Zeit (17./18. Jahrhundert) in einer bestimmten Region (Gascogne). Dabei bedient sich der, an der Mentalitätsgeschichte interessierte Ladurie, an einem über mehrere Jahrzehnte oral tradierten Mythos, welcher zu guter Letzt von einem Dichter niedergeschrieben worden ist. Allfälligen Verzerrungen durch einschlägige Gerichtsakten vermeidet er auf diese Weise bewusst. Im Dichter Jasmin sieht er einen verlässlichen Informanten, der die Geschichte zwar ausgeschmückt, die grundlegenden Vorstellungen über Folklore und Aberglauben seiner Zeitperodie aber nicht verfälscht hat. Die Parallelen, welche Ladurie zwischen den von ihm untersuchten Ereignissen zieht, offenbaren eine abergläubische Auffassung des ortsansässigen Bauerntums. Ladurie vermittelt dem Leser, dass hinter vermeintlichen Hexen und deren Brandmarkung, in den allermeisten Vorfällen ländliche Konkurrenzkämpfe oder sonstige Episoden von Angst oder Missgunst standen. Zusätzlich zeigt er anhand seiner im Buch vorgestellten Begebnisse, dass nicht alle Hexen verurteilt und hingerichtet wurden, sondern einige von ihnen sich im Zuge der Aufklärung erfolgreich gegen ihre Anschuldiger wehren konnten. Zu seinen Quellen zählt Ladurie, neben dem Francouneto-Gedicht, auch eine Vielzahl von Dokumenten (Familienstammbäume, Gerichtsprotokolle, Landvermessungspläne, Heiratszertifikate) aus den Departement-Archive Lot-et-Garonne und den jeweiligen Gemeinde-Archiven. Er vervollständigt seine Recherche mit Hilfe von Interviews, welche er mit den ältesten Bewohnern im Dorf Estanquet durchgeführt hat. Zuletzt könnte man Laduries akribische Quellenhandhabung und engmaschige Optik, welche sich mit dem narrativen Stil des Buches paaren, durchaus mit der mikrohistorischen Methodik vergleichen.

## Rezeption
Laut Jeremy Black, verstärkt Ladurie mit dieser präzisen und umfangreichen Studie seine bereits hohe Reputation als Experte für die okzitanische Folklore und Literatur. Das Buch sei höchst anregend und offenbare ein beneidenswertes Verständnis der Konzepte, die wesentlich seien für das Studium der Mentalitätsgeschichte.
Auch Michael Broers bezeichnet Laduries Studie als sorgfältig und durchdacht, zuweilen spielerisch und doch tiefgründig. Dem Buch fehle es aber an einem allgemeinen Einstieg und an Hintergrundinformationen, welche nötig seien, um eine breite anglophone Leserschaft anzusprechen. Dies kompensiere Ladurie jedoch mit seiner tiefgreifenden Kenntnis von der Gascogne und der Periode des 17. und 18. Jahrhunderts. Im ersten Teil des Buches zeichne Ladurie ein lebhaftes und scharfsinniges Porträt der Gesellschaft in der Gascogne und zeige zudem die Auswirkungen der Aufklärung auf den ländlichen Süden Frankreichs. Vor allem der Bericht über eine Familie, die sich Mitte des 18. Jahrhunderts erfolgreich vor Gericht gegen ihre Ankläger wehren konnte, und der Vergleich mit zwei früheren Hexenfällen, illustriere wie sich gewisse öffentliche Haltungen im Laufe des 18. Jahrhunderts veränderten und inwiefern sich diese auf das Leben des gewöhnlichen Menschen auswirken konnten. Obwohl im zweiten Teil des Buches, mit der Übersetzung des Françouneto-Gedichts, der Leserschaft eine Primärquelle einfach zugänglich gemacht wird, verpasse Ladurie die Gelegenheit, das historische Milieu des Dichters Jasmin gebührend hervorzuheben. So kritisiert Broers vor allem den Mangel an Hintergrundinformationen bezüglich der historischen Positionierung Jasmins.
Der Kleriker und Religionshistoriker John McManners kritisiert vor allem die Behauptung Laduries, dass die ursprüngliche, heidnische Hexenkunst, von einem neuen Bild von Hexerei abgelöst worden ist, welches von der Kirche und ihrer Anhängerschaft im Bauerntum mitgeprägt wurde.

## Ausgaben
- Französische Originalausgabe: Emmanuel Le Roy Ladurie: La sorcière de Jasmin. Éditions du Seuil, Paris 1983, ISBN 978-2020064873
- Englische Übersetzung: Emmanuel Le Roy Ladurie (Übersetzt von Brian Pearce): Jasmin’s Witch. Scolar Press, Aldershot 1987, ISBN 0-85967-706-0